# Claude Desama
Claude Desama este un om politic belgian, membru al Parlamentului European în perioada 1994-1999 din partea Belgiei. 